# Aartselaar
Aartselaar (old spelling: Aertselaer) là một đô thị ở tỉnh Antwerp. Thị trấn này chỉ gồm thị trấn Aartselaar proper. Ngày 1 tháng 1 năm 2006, Aartselaar có dân số 14.375 người. Tổng diện tích là 10,93 km² với mật độ dân số là 1.316 người trên mỗi km². Đô thị Aartselaar nằm ở ngoại ô phía nam của Antwerp. Ở đây có 1801 cối xay gió (Heimolen) và vòng đua Memorial Rik Van Steenbergen.